# Miki Igarashi
Miki Igarashi (五十嵐美貴, Igarashi Miki, née le 21 novembre 1962)
, alias SUN-GO, est une guitariste de hard rock/heavy metal japonaise, membre du groupe de metal féminin japonais Show-Ya, avec qui elle débute et connait le succès dans les années 1980, aux côtés de Keiko Terada puis Steffanie Borges. Après la séparation du groupe en 1998, elle forme le groupe Blind Pig en 2000, avec qui elle sort deux albums avant de reformer Show-Ya en 2005.